# Elecciones provinciales del Neuquén de 1999
Las elecciones generales de la provincia del Neuquén de 1999 tuvieron lugar el domingo 26 de septiembre del mencionado año con el objetivo de renovar los cargos de Gobernador y Vicegobernador, y los 35 escaños de la Legislatura Provincial, conformando los poderes ejecutivo y legislativo de la provincia para el período 1999-2003. Se realizaron al mismo tiempo que la renovación de la representación neuquina en la Cámara de Diputados de la Nación Argentina, pero en desfase con la renovación legislativa del resto del país, y con la elección presidencial del mismo año. Fueron las quintas elecciones provinciales desde la recuperación de la democracia, y la novena elección neuquina desde la provincialización.
Estos comicios marcaron una fuerte crisis para el gobernante y hegemónico Movimiento Popular Neuquino (MPN), ganador de todas las elecciones provinciales neuquinas desde 1962 y gobernante durante el mayor período de tiempo desde entonces (inclusive algunos de los gobiernos de facto). Aunque el MPN triunfó nuevamente con Jorge Sobisch como candidato, el partido perdió la mayoría absoluta en la Legislatura Provincial por primera vez en toda su historia. Además, Sobisch estuvo a muy pocos puntos de Oscar Massei, candidato de la Alianza para el Trabajo, la Justicia y la Educación al recibir el 44.20% de los votos contra el 36.67% obtenido por el aliancista. En tercer lugar se ubicó Norma Miralles, del Partido Justicialista (PJ), con el 15.67%. La Legislatura quedó compuesta por 16 diputados del MPN, 13 de la Alianza y 6 del PJ. La participación fue del 81.11% del electorado registrado.
A pesar de la debacle, el MPN triunfó también en la renovación legislativa (en la anterior ocasión había quedado en segundo lugar contra el Frente País Solidario) y conservó el control de la provincia. Sobisch fue juramentado el 10 de diciembre de 1999.

## Resultados

### Gobernador y Vicegobernador
| Fórmula               | Fórmula               | Partido               | Partido                                             | Votos   | %     |
| Gobernador            | Vicegobernador        | Partido               | Partido                                             | Votos   | %     |
| --------------------- | --------------------- | --------------------- | --------------------------------------------------- | ------- | ----- |
| Jorge Sobisch         | Jorge Sapag           |                       | Movimiento Popular Neuquino                         | 93.807  | 44,20 |
| Oscar Massei          | Rodolfo Quezada       |                       | Alianza para el Trabajo, la Justicia y la Educación | 77.830  | 36,67 |
| Norma Miralles        | Hugo Gonçalvez        |                       | Partido Justicialista                               | 33.259  | 15,67 |
| Jesús Escobar         | Paula Sánchez         |                       | Corriente Patria Libre                              | 2.370   | 1,12  |
| Alberto Vidal         | Silvia Mansilla       |                       | Partido Obrero                                      | 1.870   | 0,88  |
| Lidia Velázquez       | Miguel Zorzit         |                       | Partido Humanista - Ecologista                      | 1.863   | 0,88  |
| Héctor Etchebaster    | Elías Ortega          |                       | Movimiento Socialista de los Trabajadores           | 1.244   | 0,59  |
| Votos positivos       | Votos positivos       | Votos positivos       | Votos positivos                                     | 212.243 | 92,88 |
| Votos en blanco       | Votos en blanco       | Votos en blanco       | Votos en blanco                                     | 13.649  | 5,97  |
| Votos nulos           | Votos nulos           | Votos nulos           | Votos nulos                                         | 2.610   | 1,14  |
| Participación         | Participación         | Participación         | Participación                                       | 228.502 | 81,11 |
| Electores registrados | Electores registrados | Electores registrados | Electores registrados                               | 281.712 | 100   |
| Fuente:               |                       |                       |                                                     |         |       |

### Legislatura
| Partido               | Partido                                             | Votos   | %     | Bancas | Electos |
| --------------------- | --------------------------------------------------- | ------- | ----- | ------ | --- |
|                       | Movimiento Popular Neuquino                         | 88.158  | 43,36 | 16/35  | Ver electos: - Federico Guillermo Brollo - Oscar Alejandro Gutiérrez - Luz María Sapag - Raúl Humberto Monti - Julio César Vázquez - Adriana Elsa Rita Rivas - Eduardo Adrián Carbajo - Jorge Omar Alvedo Tobares - Yolanda Figueroa - Julio César José Falleti - Osvaldo Raúl Ferreyra - Violeta Catalina Sigel - Constantino Mesplatere - Luis Ernesto González - Beatriz Nilda Etman - Manuel Vera García |
|                       | Alianza para el Trabajo, la Justicia y la Educación | 74.711  | 36,75 | 13/35  | Ver electos: - Raúl Esteban Radonich - Héctor Ricardo Villar - Alicia Gillone - Rita Josefina Santarelli - Eduardo Luis Fuentes - Oscar Horacio González - Carlos Alberto Moraña - Jorge Andino Roberto Taylor - María Teresita Acosta - Osvaldo Roberto Forsetti - Eduardo Correa - Mirta Elena Domene - Orlando Raúl Rostan                                                                                |
|                       | Partido Justicialista                               | 32.750  | 16,11 | 6/35   | Ver electos: - María Teresa Edit Berbel - Gabriel Luis Romero - Carlos Antonio Asaad - Aldo Duzdevich - Carlos Alberto Macchi - Iris del Carmen Laurin |
|                       | Corriente Patria Libre                              | 2.455   | 1,21  |        | |
|                       | Partido Humanista - Ecologista                      | 1.972   | 0,97  |        | |
|                       | Partido Obrero                                      | 1.956   | 0,96  |        | |
|                       | Movimiento Socialista de los Trabajadores           | 1.312   | 0,65  |        | |
| Votos positivos       | Votos positivos                                     | 203.314 | 88,98 |        | |
| Votos en blanco       | Votos en blanco                                     | 22.638  | 9,91  |        | |
| Votos nulos           | Votos nulos                                         | 2.550   | 1,12  |        | |
| Participación         | Participación                                       | 228.502 | 81,11 |        | |
| Electores registrados | Electores registrados                               | 281.712 | 100   |        | |
| Fuente:               |                                                     |         |       |        | |